# Neurolepis
Neurolepis là một chi thực vật có hoa trong họ Hòa thảo (Poaceae).

## Loài
Chi Neurolepis gồm các loài: